# Thom Noble
Thom Noble (Londra, ...) è un montatore britannico, vincitore dell'Oscar e dell'ACE Eddie Award per il film Witness - Il testimone nel 1985 e nominato all'Oscar e al BAFTA per il film Thelma & Louise nel 1991.

## Filmografia
- Fahrenheit 451, regia di François Truffaut (1966)
- The Violent Enemy, regia di Don Sharp (1967)
- L'uomo che viene da lontano (The Man Outside), regia di Samuel Gallu (1967)
- Intrigo pericoloso (The Man Who Had Power Over Women), regia di John Krish (1970)
- E ora qualcosa di completamente diverso (And Now For Something Completely Different), regia di Ian MacNaughton (1971)
- Una maledetta piccola squaw (The Strange Vengeance of Rosalie), regia di Jack Starrett (1972)
- Senza ragione, regia di Silvio Narizzano (1973)
- La mia pistola per Billy (Billy Two Hats), regia di Ted Kotcheff (1974)
- Soldi ad ogni costo (The Apprenticeship of Duddy Kravitz), regia di Ted Kotcheff (1974)
- It Shouldn't Happen to a Vet, regia di Eric Till (1975)
- Operazione Rosebud (Rosebud), regia di Otto Preminger (1975)
- Operazione Siegfried (Inside Out), regia di Peter Duffell (1975)
- Black Joy, regia di Anthony Simmons (1977)
- Joseph Andrews, regia di Tony Richardson (1977)
- Qualcuno sta uccidendo i più grandi cuochi d'Europa (Who Is Killing the Great Chefs of Europe?), regia di Ted Kotcheff (1978)
- Boardwalk, regia di Stephen Verona (1979)
- Fuori sintonia (Improper Channels), regia di Eric Till (1981)
- Tattoo - Il segno della passione (Tattoo), regia di Bob Brooks (1981)
- Alba rossa (Red Dawn), regia di John Milius (1984)
- Witness - Il testimone (Witness), regia di Peter Weir (1985)
- Poltergeist II - L'altra dimensione (Poltergeist II: The Other Side), regia di Brian Gibson (1986)
- Mosquito Coast (The Mosquito Coast), regia di Peter Weir (1986)
- Cambio marito (Switching Channels), regia di Ted Kotcheff (1987)
- Gente del Nord (Winter People), regia di Ted Kotcheff (1989)
- Le montagne della luna (Mountains of the Moon), regia di Bob Rafelson (1990)
- Thelma & Louise, regia di Ridley Scott (1991)
- Analisi finale (Final Analysis), regia di Phil Joanou (1992)
- Body of Evidence, regia di Uli Edel (1993)
- Mister Hula Hoop (The Hudsucker Proxy), regia di Joel Coen (1994)
- La lettera scarlatta (The Scarlet Letter), regia di Roland Joffé (1995)
- La maschera di Zorro (The Mask of Zorro), regia di Martin Campbell (1998)
- L'Ispettore Gadget (Inspector Gadget), regia di David Kellogg (1999)
- Vertical Limit, regia di Martin Campbell (2000)
- Il regno del fuoco (Reign of Fire), regia di Rob Bowman (2002)
- Flightplan - Mistero in volo (Flightplan), regia di Robert Schwentke (2005)
- L'ultima occasione (The Last Time), regia di Michael Caleo (2006)
- Passengers - Mistero ad alta quota (Passengers), regia di Rodrigo García (2008)
- Un amore all'improvviso (The Time Traveler's Wife), regia di Robert Schwentke (2009)
- Red regia di Robert Schwentke (2010)
- Alex Cross - La memoria del killer (Alex Cross), regia di Rob Cohen (2012)
- Point Break, regia di Ericson Core (2015)
- Quando un padre (A Family Man), regia di Mark Williams (2016)